# Th3
Th3 – polskie oznaczenie parowozu towarowego pruskiej serii G 4² (późniejsze oznaczenie DRG BR 53.0).

## Historia
Parowozy pruskiej serii G 4² były produkowane przez różne niemieckie fabryki w latach 1882–1903. Ogółem zbudowano 774 egzemplarze. Parowozy posiadały kocioł na parę nasyconą i dwa cylindry sprzężone. Koleje DRG przenumerowały w 1925 r. w sumie tylko 24 maszyny tej serii (53 001 do 024), a na kolejach Oldenburga znalazło się 11 szt. Ze względu na przestarzałą konstrukcję oraz niskie osiągi maszyny kolei państwowych wycofano z użytku w Niemczech do końca lat 20. XX w. W 1938 r. DRB przejęły jeszcze 4 parowozy z prywatnej kolei w okolicach Brunszwiku (53 7001 do 7004).
Po I wojnie światowej na terenie Polski znalazło się prawdopodobnie 119 maszyn tej serii z czego 5 przydzielono na koleje Wolnego Miasta Gdańska, gdzie otrzymały oznaczenie Th3-1Dz do Th3-5Dz. W latach 30. XX w. na koleje Wolnego Miasta Gdańska przydzielono kolejne 3 parowozy (Th3-6Dz do Th3-8Dz), poprzednio oznaczone na PKP Th3-?. W chwili wybuchu II wojny światowej na stanie PKP istniało jeszcze 10 maszyn tej serii, z czego dwie zostały w 1939/40 r. skreślone ze stanu. Po wojnie na stan PKP weszła tylko jedna oznaczona Th3-1, która w 1948 r. jako ostatnia zakończyła swój żywot.